# Noureen DeWulf
Noureen DeWulf (ur. 28 lutego 1984 w Nowym Jorku) – amerykańska aktorka filmowa i telewizyjna.

## Filmografia
Źródło:

- Przyjaciółki (2005) jako Jasmine Crane
- Jak zostać gwiazdą (2006) jako Shazzy Riza
- Mindy and Brenda (2006) jako Mindy
- Pledge This! (2006) jako Poo Poo
- Welcome to the Jungle Gym (2006) jako Amy
- Americanizing Shelley (2007) jako Littly J. Singh
- Revenge (2007) jako Nadia
- Ocean’s Thirteen (2007) jako 'Nuff Said Expo Girl
- Sportowy film (2007) jako Jizminder Featherfoot
- Killer Pad (2008) jako Delilah
- Courtroom K (2008) jako Rose Marie Cheeks
- 90210 (2009) jako Nika Raygani
- Duchy moich byłych (2009) jako Melanie
- Maneater (2009) jako Polo
- The Goods: Live Hard, Sell Hard (2009) jako Heather
- Two Dollar Beer (2009) jako Fakhri
- The Strip (2009) jako Maliah
- The Taqwacores (2010) jako Rabeya
- Plan B (2010) jako Daphne
- The Hard Times of RJ Berger (2010) jako Claire
- Dostawa na telefon (2011) jako Vimi
- Siostra Hawthorne (2010–2011) jako Judy Pasram
- Breakaway (2011) jako Reena Singh
- Hail Mary (2011) jako Ingrid
- Mężczyźni w natarciu (2012) jako Bride
- Zambezia (2012) jako Pavi (głos)
- Burning Love (2012–2013) jako Titi
- Coffee, Kill Boss (2013) jako Temp
- They Came Together (2014) jako Melanie
- Kiss Her I'm Famous (2014) jako Hannah
- Jeden gniewny Charlie (Anger Management[3], 2012–2014) jako Lacey
- Dziadek z przypadku (Grandfathered[3], 2015–2016) jako Priya
- Chee and T (2016) jako Shana
- Square Roots[3] (2016) jako Saleena Desai
- Bad Match (2017) jako Terri Webster[3]
- Gdy spotkaliśmy się pierwszy raz (2018) jako Margo[3]
- All Night (2018) jako pani Lewis
- Coś się kończy, coś zaczyna (2019) jako Noureen
- I znowu wesele (2019) jako Boss Queen
- Wheels of Fortune (2020) jako Mandy
- Good Girls (2020–2021) jako Krystal
- Donny's Bar Mitzvah (2021) jako mama Hannah